# Cylydrorhinini
Cylydrorhinini es una tribu de insectos coleópteros curculiónidos pertenecientes a la subfamilia Entiminae.  

## Géneros
Caneorhinus – Cylydrorhinus – Gastrocis – Geosomus – Machaerophrys – Telurus – †Dorotheus